# Vlag van Mauritanië

Vlag van Mauritanië (ratio 2:3)

Vlag van Mauritanië (1959–2017)

De vlag van Mauritanië werd aangenomen op 15 augustus 2017.
De oorspronkelijke vlag werd aangenomen op 1 april 1959. De kleuren groen en goud (geel) worden gezien als twee van de Pan-Afrikaanse kleuren. Groen symboliseert in deze vlag de islam; goud staat voor de Sahara. De wassende maan en de ster zijn islamitische symbolen; islam is de belangrijkste religie in Mauritanië. In 2017 werden twee rode banen toegevoegd na goedkeuring per referendum. Het rood symboliseert "de inspanningen en opofferingen van de mensen van Mauritanië, tot de prijs van hun bloed, om hun territorium te verdedigen".